# برونو زینر
برونو زینر (انگلیسی: Bruno Ziener؛ ۱۱ ژوئن ۱۸۷۰ – ۹ فوریه ۱۹۴۱) هنرپیشه و کارگردان اهل آلمان بود.
از فیلم‌هایی که وی در آن نقش داشته است، می‌توان به ام و عصر - شب - روز اشاره کرد.